# كفريما
كفريما قرية أثرية تعود إلى ما قبل الرومان، تقع إلى الجنوب الغربي من مدينة طبريا، وتبعد عنها 16كم، وتنخفض 55كم عن سطح البحر.
وقد شرد الصهاينة سكان هذه القرية في عهد الاحتلال البريطاني، واستولوا على أراضيها، وأقاموا عليها مستعمرة (يفيئيل)عام 1901م، ومستعمرة(بيت جان) غرب تل النعم الأثري عام 1904، ومستعمرة(حشما) و(هاشلوشا) عام 1907.